# Gare de Salon-la-Tour
La gare de Salon-la-Tour est une ancienne gare ferroviaire française de la ligne des Aubrais - Orléans à Montauban-Ville-Bourbon, située sur le territoire de la commune de Salon-la-Tour, dans le département de la Corrèze en région Nouvelle-Aquitaine.
Mise en service en 1893, elle est fermée au trafic au cours du XXe siècle.

## Situation ferroviaire
Établie à 383 mètres d'altitude, la gare de Salon-la-Tour est située au point kilométrique (PK) 452,431 de la ligne des Aubrais - Orléans à Montauban-Ville-Bourbon, entre les gares ouvertes de Masseret et de Uzerche.

## Histoire
La gare de Salon-la-Tour est mise en service le 1er juillet 1893 par la compagnie du chemin de fer de Paris à Orléans, à l'ouverture de la section entre Limoges-Bénédictins et Brive via Uzerche.
La date de sa fermeture est inconnue.

## Patrimoine ferroviaire
L'ancien bâtiment est détruit par la SNCF en 2018. Il était utilisé comme entrepôt jusqu'en 2017, date de destruction de la scierie.